# Bertel Bruun

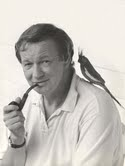
Bertel Bruun mit Nymphensittich

Bertel Bruun (* 13. November 1937 in der Skælskør Kommune; † 21. September 2011 in Remsenburg, Long Island) war ein US-amerikanischer Neurologe, Amateur-Ornithologe und Sachbuchautor dänischer Herkunft.

## Arztkarriere
Bruun war der Sohn von Erik Valdemar Marie Andre Ley Bruun (einem Arzt) und dessen Frau Ebba Kirstine Bruun, geborene Poulsen. Er war zwei Mal verheiratet, 1960 mit Barbara Leventhal und ab 1970 mit Ruth Dowling (einer Ärztin und Autorin). Er hatte drei Söhne, zwei Stiefsöhne und eine Stieftochter. 1956 erlangte er seinen Bachelor of Arts an der Sorø Akademi in Sorø und 1964 wurde er an der Universität Kopenhagen zum Mediziner (MD) ausgebildet. Seinen Wehrdienst absolvierte er im Medizinischen Korps der Dänischen Streitkräfte. 1965 war er Student der Offiziersschule und von 1966 bis 1967 Ausbilder. 
1964 praktizierte Bruun für drei Monate als Privatarzt in Dänemark. Bald darauf zog er in die Vereinigten Staaten, wo er 1973 eingebürgert wurde. Von 1965 bis 1966 arbeitete er als Assistenzarzt am Lenox Hill Hospital in New York. Von 1967 bis 1970 war er Assistenzarzt in der Neurologie des Columbia University Vagelos College of Physicians and Surgeons. Ab 1970 war er Gastarzt in der Neurologie und von 1970 bis 1971 war er Leiter der EEG-Abteilung des Harlem Hospital in New York. Bruun forschte in den frühen 1970er Jahren über die neurologischen Auswirkungen von Heroin auf das menschliche Gehirn. Dies führte zu einer sehr kurzen Tätigkeit als medizinischer Leiter der ersten Heroin-Behandlungseinrichtung in New York City, eines Projekts, das von den Müttern von Heroinabhängigen organisiert wurde. 1973 wurde er Leiter des Schlaganfallzentrums im NewYork-Presbyterian Hospital.

## Ornithologie
Bruuns Arbeit als Ornithologe fiel mit seiner medizinischen Karriere zusammen. An den Wochenenden und im Urlaub ging er auf Vogelbeobachtung und arbeitete oft bis in die späten Stunden in seinem Arbeitszimmer an der Recherche für seine Schriften. Er schrieb mehr als fünfzehn Bücher, darunter 1966 den Feldführer Birds of North America, der in Zusammenarbeit mit Chandler Robbins, Herbert Zim und dem Illustrator Arthur B. Singer entstand und mit vier Millionen verkauften Exemplaren sein erfolgreichstes Werk wurde. Mit seiner Frau Ruth veröffentlichte er zwei preisgekrönte Werke für Jugendliche, The Human Body (1982) und The Brain-What It Is, What It Does (1989). 1985 war er Co-Autor (mit Sherif Baha El Din) von Common Birds of Egypt, dem ersten Feldführer über die Avifauna des Landes.
Bruuns Interesse an Vögeln entwickelte sich zu einer Leidenschaft, die Erhaltung der Tierwelt als Brückenschlag zur Förderung des Friedens zu nutzen. In den 1970er Jahren wurde er Präsident des Holy Land Conservation Fund, einer gemeinnützigen Organisation mit Sitz in New York City, die sich dem Wildtierschutz in Israel widmet.

## Schriften (Auswahl)
- Ducks, Geese, and Swans, Odyssey Press, 1964.
- (mit Chandler S. Robbins, Herbert S. Zim und Arthur B. Singer (Illustrator)) Birds of North America, Golden Press, 1966
- Birds of Europe, Golden Press, 1967 (im Vereinigten Königreich als Birdwatching: A Guide to European Birds, Hamlyn, 1968 veröffentlicht),  2. Auflage, 1969 (im Vereinigten Königreich als British and European Birds in Colour, Hamlyn, 1969, veröffentlicht), 3. Auflage, McGraw, 1970 (im Vereinigten Königreich als The Hamlyn Guide to Birds of Britain and Europe, Hamlyn, 1970, veröffentlicht).
- Animals: The Strange and Exciting Stories of Their Lives, American Heritage Press, 1971.
- The Dell Encyclopedia of Birds (Illustrator: Paul Singer) Dell Publishing Company (New York, NY), 1974.
- The Larousse Guide to Birds of Britain Europe (Illustrator: Arthur B. Singer), Larousse (New York, NY), 1970
- (mit Peter L. Meininger und Wim C. Mullie) The Significance of Egyptian Wetlands for Wintering Waterbirds: With an Arabic Summary and Arabic Index of Birds, Holy Land Conservation Fund (New York, NY), 1981.
- (mit Ruth Dowling Bruun) The Human Body, Random House (New York), 1982.
- Common Birds of Egypt, American University in Cairo (Cairo, Egypt), 1985.
- (mit Katherine Montague) Biological Diversity in North Africa, the Middle East, and Southwest Asia: A Directory of Organizations and Institutions, HLCF (New York), 1987.
- (mit Ruth Dowling Bruun) The Brain-What It Is, What It Does, Greenwillow Books (New York), 1989.
- (mit Ruth Dowling Bruun) A Mind of It’s Own: Tourettes Syndrome: A Story and a Guide, Oxford University Press (New York), 1994.
- Toy Soldiers: Identification and Price Guide, Avon Books (New York), 1994.
- (mit Vincent J. Russo und Lucien Maris) Composition Figures of Belgium: The Durso Company, Elm Press (Thomaston, CT), 1998.